# 王麗萍 (台灣政治人物)
王麗萍（1962年8月6日—），人稱萍姐、辣董，台灣政治人物，出生於中華民國臺灣省雲林縣，國立政治大學中文系畢業，曾任雲林縣議員、民主進步黨雲林縣黨部主任委員、立法委員、台灣心會雲林縣分會理事長、百萬人民倒扁運動副總指揮。
王麗萍於23歲初次從政（中華民國最低參選公職年齡門檻），曾任雲林縣議會第11、12、13屆議員，後遞補民進黨第4屆全國不分區立法委員。2006年擔任百萬人民倒扁運動副總指揮時遭民進黨開除黨籍，至今無黨籍。長年為女權發聲，曾任雲林縣女性青年工商聯誼會會長、雲林縣女性權益促進會理事長、台灣女性參政協會理事長，現任紫色姊妹廣播電臺臺長。

## 政治經歷

### 學生時期
1979年美國與中華民國斷交，王麗萍當時就讀宏仁女中高中部二年級，號召全班寫大字報貼滿嘉義市中山路，抗議美國政府背棄台灣。
1983年，王麗萍被列為黨外運動學生，遭情治單位約談。1985年於國立政治大學畢業後，任鄭南榕《自由時代週刊》編輯。

### 從政初期
1986年，23歲高票當選雲林縣議員，為台灣選舉史上最年輕的縣議員，並連任三屆。1987年，聲援「江蓋世台獨環島行軍」。
1988年，加入台灣農權總會擔任幹部。發生520農民運動之後，在議會組織聲援團體，要求無罪釋放被拘押的農運人士林國華、邱鴻泳等，並要求李登輝政府回應五大訴求，對農民交代。

### 第12-13屆縣議員期間
1990年野百合學運，王麗萍率領多名雲林縣議員於雲林火車站靜坐聲援，要求李登輝政府召開國是會議。1991年「反軍人干政」，用行動聲援獨台會案。1993年擔任「417總統直選大遊行」指揮。
1994年臺灣省省長選舉，擔任陳定南競選總部副總幹事。1996年總統大選，擔任彭明敏與謝長廷競選總部副總幹事。1996年與彭婉如聯手推動1/4婦女參政條款，大力鼓吹婦女參政。
1996年，當選民進黨雲林縣黨部主任委員，為民進黨第一位女性地方黨部主委。1997年擔任「向中國說NO！」活動指揮，同年擔任「民進黨新好縣長，中央婦女助選團」總幹事。

### 第4屆立法委員期間
1998年，王麗萍參加民進黨「中央助選團」，與民進黨主席林義雄全國輔選。2000年擔任「台灣女性參政協會」理事長。2000年總統大選期間，擔任陳水扁競選總部宗教部中部督導；同年遞補民進黨第4屆不分區立法委員，其後擔任民進黨立法院黨團教育政策小組召集人，同年擔任台灣南社、台灣中社「教育台灣化」立院顧問小組召集人。

### 近期
2005年，王麗萍因任職雲林縣議員期間涉及「1994年雲林縣議長、副議長招待國內外旅遊綁樁賄選案」，被中華民國最高法院依《中華民國刑法》「投票收賄罪」判處有期徒刑七個月、褫奪公權兩年，同時宣告緩刑兩年。
2006年，王麗萍與施明德、簡錫堦、魏千峰、陳耀昌、魏耀乾發起百萬人民倒扁運動，擔任百萬人民倒扁運動副總指揮。2006年9月22日，民進黨雲林縣黨部評議委員會決議開除王麗萍黨籍，但強調與百萬人民倒扁運動無關；王麗萍抨擊，民進黨背離理想，離民意愈來愈遠。
2017年，藍綠地方政權皆拿六輕當提款機，空污嚴重惡化。王麗萍發起反空污運動，持續在雲林縣政府靜坐抗議60幾天，要求雲林縣縣長李進勇面對問題。同年，王麗萍將李進勇與行政院環境保護署署長李應元告上監察院。
2018年4月7日，王麗萍以虎尾厝沙龍主人身分宣布成立「黨外參政平台」，訴求重建黨外運動精神，推動「日常政治，小民參政」。王麗萍說，民進黨黨內初選「刀刀見骨」，當選後遂行「民主法西斯」，違背當初追求民主自由的初衷，令她相當憂心。
2018年8月31日，王麗萍在其競選總幹事商毓芳陪同下，前往雲林縣選舉委員會登記參選2018年中華民國直轄市長及縣市長選舉的第11屆雲林縣縣長選舉。王麗萍表示，台灣的政治鐘擺裡，民進黨做不好換國民黨，國民黨若一樣擺爛再換民進黨，這樣的政治生態需要被改變，人民就是想要打破藍綠。
2018年9月20日，王麗萍在虎尾厝沙龍成立競選總部，不滿民進黨立委蘇治芬在臉書公開貼文指控她「果然是張榮味家族的選舉側翼……看來是要逼我回防鞏固民主基盤，不能讓黑金復辟」，向臺灣雲林地方檢察署控告蘇治芬涉嫌《公職人員選舉罷免法》「意圖使人不當選罪」。王麗萍表示，國民黨雲林縣縣長候選人張麗善與民進黨提名競選連任的李進勇，都是欽定的接班人；唯有擺脫張榮味的家族派系與蘇治芬的欽點接班，才能讓雲林再次成為台灣民主的榮光。2018年11月24日，張麗善當選第11屆雲林縣縣長，李進勇與王麗萍落選。

## 外部連結
- YouTube上的辣董 王麗萍頻道
- 民進黨翻王麗萍舊帳 倒扁副總指揮被革黨籍 （页面存档备份，存于）